# Liste der Mitglieder der Deutschen Akademie der Naturforscher Leopoldina/1867
Die Liste der Mitglieder der Deutschen Akademie der Naturforscher Leopoldina für 1867 enthält alle Personen, die im Jahr 1867 zum Mitglied ernannt wurden. Insgesamt gab es 17 neu gewählte Mitglieder.

## Mitglieder
| Nr.  | Name                                    | Beiname             | Geboren       | Aufnahme | Gestorben     | Bild                                                             |
| ---- | --------------------------------------- | ------------------- | ------------- | -------- | ------------- | ---------------------------------------------------------------- |
| 2070 | Christian Gottfried Andreas Giebel      | Blainville          | 13. Sep. 1820 | 25. Jan. | 14. Nov. 1881 | Christian Gottfried Andreas Giebel                               |
| 2071 | Heinrich Moritz Willkomm                | M. B. Borckhausen   | 29. Juni 1821 | 25. Jan. | 26. Aug. 1895 | Heinrich Moritz Willkomm                                         |
| 2072 | Benjamin Ward Richardson                | de Haller II.       | 31. Okt. 1828 | 7. Feb.  | 21. Nov. 1896 | Benjamin Ward Richardson                                         |
| 2073 | Ludwig Alfred Fiedler                   | Erasistratus        | 5. Aug. 1835  | 10. Mrz. | 2. Juni 1921  |                                                                  |
| 2074 | Theodor Kirsch                          | J. Ch. L. Hellwig   | 29. Sep. 1818 | 6. Apr.  | 8. Juli 1889  | Theodor Franz Wilhelm Kirsch                                     |
| 2075 | Carl Friedrich Wilhelm Ludwig           | Harvey II.          | 29. Dez. 1816 | 6. Apr.  | 23. Apr. 1895 | Carl Friedrich Wilhelm Ludwig                                    |
| 2076 | Ludwig von Haynald                      | Gerbert             | 3. Okt. 1816  | 25. Apr. | 4. Juli 1891  | Ludwig von Haynald                                               |
| 2077 | Anton Friedrich von Tröltsch            | Bouvier-Desmortiers | 3. Apr. 1829  | 12. Mai  | 9. Jan. 1890  | Anton Friedrich von Tröltsch                                     |
| 2078 | Georg Schweinfurth                      | Jo. Burmann         | 29. Dez. 1836 | 20. Mai  | 19. Sep. 1925 | Georg Schweinfurth                                               |
| 2079 | Karl Amerling                           | Plinius XIII.       | 18. Sep. 1807 | 25. Dez. | 2. Nov. 1884  | Karl Amerling                                                    |
| 2080 | Friedrich Constantin Freiherr von Beust | A. G. Werner        | 11. Apr. 1806 | 25. Dez. | 22. März 1891 | Friedrich Constantin von Beust als sächsischer Oberberghauptmann |
| 2081 | Karl Bruhns                             | Gauss               | 22. Nov. 1830 | 25. Dez. | 25. Juli 1881 | Karl Bruhns                                                      |
| 2082 | Ernst Adolph Coccius                    | de Ammon            | 19. Sep. 1825 | 25. Dez. | 24. Nov. 1890 | Ernst Adolph Coccius                                             |
| 2083 | Otto Finsch                             | Temminck II.        | 8. Aug. 1839  | 25. Dez. | 31. Jan. 1917 | Otto Finsch                                                      |
| 2084 | Nicolaus von Kockscherow                | T. L. Augustin      | 5. Dez. 1818  | 25. Dez. | 2. Jan. 1893  | Nikolai Kokscharow                                               |
| 2085 | Wolfgang Rietschel                      | Hermes VII.         | 28. Aug. 1837 | 25. Dez. | 9. Dez. 1874  |                                                                  |
| 2086 | Antonio Augusto da Costa Simões         | A. de Haller V.     | 23. Aug. 1819 | 25. Dez. | 26. Nov. 1903 | Antonio Augusto da Costa Simoes                                  |